# Campylostemon laurentii
Campylostemon laurentii är en benvedsväxtart som beskrevs av De Wild. Campylostemon laurentii ingår i släktet Campylostemon och familjen Celastraceae. Inga underarter finns listade.